# IC 2051
IC 2051 — галактика типу SBbc (компактна витягнута галактика) у сузір'ї Столова Гора.
Цей об'єкт міститься в оригінальній редакції індексного каталогу.